# Caloplaca phyllidizans
Caloplaca phyllidizans är en lavart som beskrevs av Wetmore. Caloplaca phyllidizans ingår i släktet orangelavar och familjen Teloschistaceae.   Inga underarter finns listade i Catalogue of Life.